# Amerykańskie okręty podwodne typu D
Okręty podwodne typu D – amerykański typ okrętów podwodnych o konstrukcji jednokadłubowej z początku XX wieku. Trzy okręty tego typu były pierwszymi jednostkami wyposażonymi w przechodzące przez kadłub grodzie wodoszczelne. Okręty były znacznie powiększoną wersją wcześniejszych typów opartych na rozwiązaniach konstrukcyjnych Electric Boat z dwoma wałami napędowymi. Cechowała je przysadzista nadbudówka z mostkiem oraz wyposażenie w dwa peryskopy. Wszystkie okręty tego typu służyły na Atlantyku i były wykorzystywane jako jednostki szkolne aż do oddania na złom w 1922 roku.